# Парадный доспех

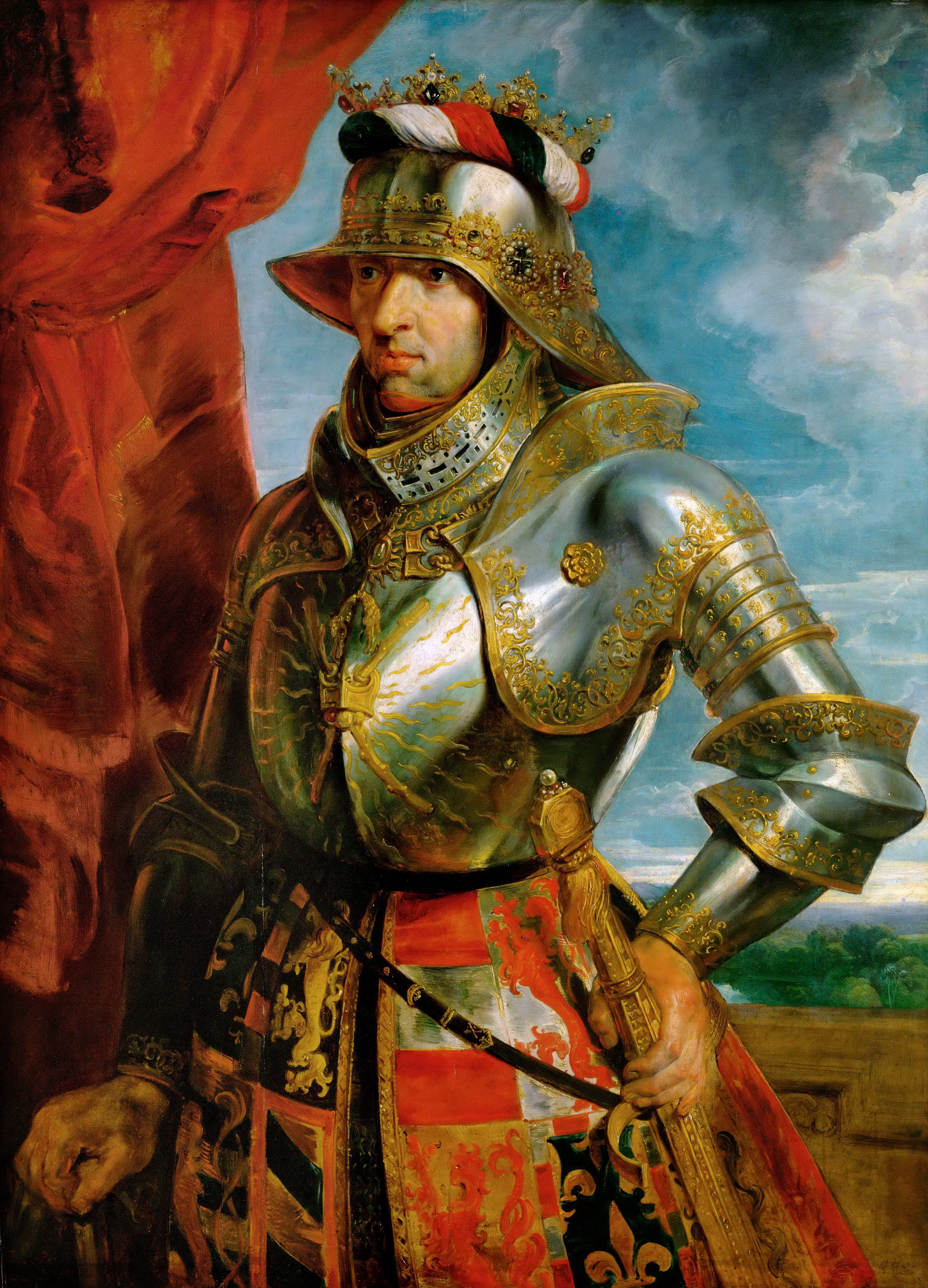
Император Максимилиан I в парадном доспехе. Портрет кисти П. П. Рубенса (1618)

Парадный доспех — доспех для парадных выездов и торжественных церемоний. Мог быть непригодным для боя, в Европе нередко одновременно являлся турнирным доспехом.

## Региональные особенности

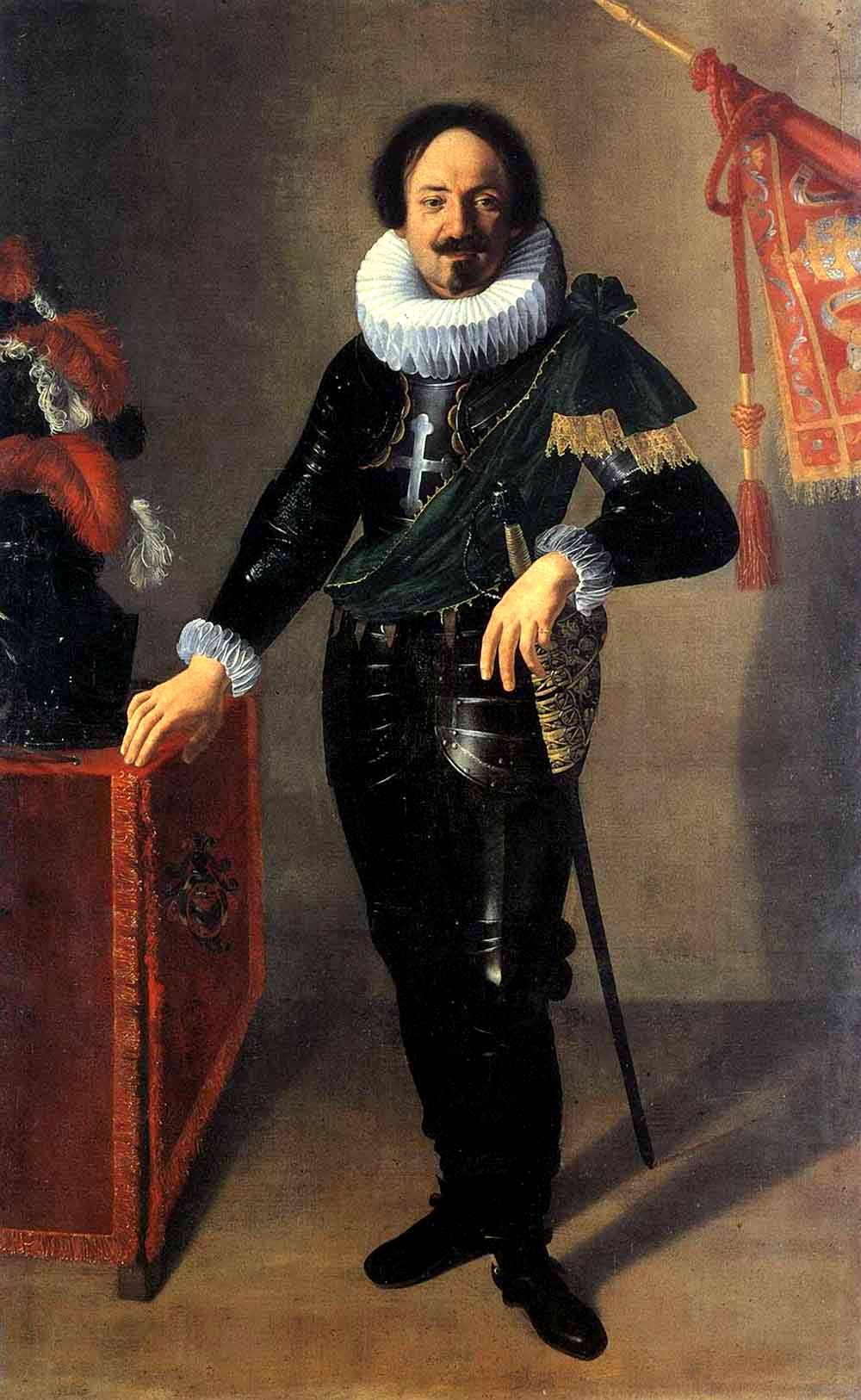
Артемизия Джентилески. «Портрет гонфалоньера» (1622)

- Единственный полностью дошедший до наших дней доспех катафрактария является парадным доспехом сакского царя, выполненным из чистого золота (и потому негоден для боя).
- В Месоамерике (доколумбовой Центральной Америке) были неизвестны доспехи, но правители были облачены в золото, которое, помимо украшательских целей, в случае опасности обеспечивало некоторую защиту от оружия, и может с некоторой долей условности именоваться парадными доспехами.
- В Японии
  - в качестве парадных доспехов было очень престижно носить антикварный фамильный доспех, побывавший в какой-нибудь знаменитой битве
  - некоторые из дорогих доспехов были для устрашения, полностью покрыты медвежьей шкурой и украшены огромными буйволиными рогами
  - во времена правления регентов из дома Ходзё (когда отсутствовали войны) были модными ламеллярные доспехи из вычурно мелких пластин, которые хоть и не считались парадными, но тем не менее в связи со своей крайней дороговизной и вычурностью можно назвать парадными. Более того, производство таких доспехов из вычурно мелких пластин с началом междоусобных войн постепенно сошло на нет.
  - Интересно, что конские доспехи в Японии появились в эпоху Эдо и предназначались только для парадов и торжественных выездов. В эпоху Эдо также получили распространение парадные доспехи, покрытые чеканкой и гравировкой.
- В Индии парадные варианты бригантины, нередко не имели внутренних металлических пластин, а имели только декоративные заклёпки на дорогой ткани. Существовали парадные доспехи делались из особой мелкой кольчуги, концы колец в которой были согнуты, но не заклёпаны и не сварены, от чего кольца такой кольчуги рассыпались бы при первом же ударе.
- На Востоке (Средняя Азия и Ближний Восток) было распространено ношение поверх доспехов наддоспешной одежды (халаты и порой головные уборы), выполнявшей помимо защиты от солнца также и парадные функции. При этом зерцала носили поверх одежды.

- В Средневековой Европе
  - до XV века в качестве парадных доспехов использовали боевые, дополнительно украшенные геральдикой: нашлемными фигурами (из папье-маше, пергамента, ткани, кожи, дерева), наплечными щитками, и гербами на сюрко, намете, конской попоне и бригантине. Некоторые надевали поверх шлема или кольчужного капюшона настоящую корону. Кроме того, кольчуги украшались вплетёнными медными кольцами, отполированными до золотого блеска. Шлемы иногда расписывали раствором золота в ртути, после испарения которой на шлеме оставался золотой рисунок. Дополнительно носился обильно украшенный рыцарский пояс из золотых или позолоченных бляшек (фактически перевязь меча в виде широкого пояса), а в XIV веке появились цепи (для подвешивания оружия и шлема), которые также могли украшаться.
  - в XV веке, в связи с повсеместным распространением лат, появились отдельно изготовленные парадные доспехи на основе боевых, отличающиеся от них прежде всего тем, что были расписаны золотом. При этом в Германии дорогие доспехи, даже не являвшиеся парадными, имели обильное гофрирование, а латная обувь снабжалась отстёгиваемыми вычурно длинными носами. А в Италии имели хождение обильно украшенные парадные шлемы с открытым лицом.
  - кроме того, в XV—XVI веках некоторые парадные латы обтягивали нарядной тканью украшеной геральдикой и прибитой к металлу фигурными заклёпками. Причём, у некоторых из таких доспехов металлическую основу, скрытую под тканью, для облегечения веса обильно перфорировали, так что такой облегчённый доспех был непригоден для боя, хотя и мог использоваться для турнирных поединков на булавах. Что примечательно, металлические кирасы обтянутые тканью, фактически появились ещё в конце XIV века, являясь тогда разновидностью крупнопластиначтых бригантин (корацин), переходных от бригантин к латам.
  - в конце XV — начале XVI века, как влияние Эпохи Возрождения, появились парадные доспехи в античном стиле, созданные в подражание римским и древнегреческим доспехам. Итальянцам, любившим доспехи в стиле итал. alia romana (то есть римский), не нужно было далеко ехать, чтобы видеть, какие доспехи носили римляне.
  - в начале же XVI века был настоящий пик моды на парадные доспехи в виде одежды, именуемые костюмными
  - некоторые парадные доспехи XVI века, именующиеся гротескными доспехами, либо имели забрало в виде человеческого лица, либо вовсе делались в виде животных и мифологических существ.
  - в том же XVI веке некоторые доспехи расписывали эмалью, рисуя на них настоящие картины в стиле современных им картин Эпохи Возрождения. Естественно, при ударе по доспеху эмаль не выдерживала и рассыпалась, от чего эти доспехи, хоть и держали удар оружия, были предназначены для парада, а не для боя. Тогда же, в дополнение к росписи золотом, получили распространение доспехи, покрытые чеканкой и гравировкой, а также аппликациями из золотых и серебряных пластин.
- в XVI—XVII веках в Польше и Литве (а также среди белорусской и украинской шляхты), в связи с очень модной теорией сарматизма времён Яна Собеского о сарматском происхождении шляхты (предками холопов считались другие народы), были очень популярны доспехи из карацены (прочной клёпаной чешуи), стилизованные под чешуйчатые доспехи сарматских катафрактариев. Причём из карацены нередко делали даже парадные шлемы таких доспехов. Как и современные им гусарские доспехи, они обычно защищали только корпус и руки, иногда имея набедренники, но встречались также и доспехи в полный рост. Один из таких доспехов в полный рост хранится в Оружейной палате Кремля, а другой точно такой же, принадлежащий роду Унишовских, хранится в замке Вавель.

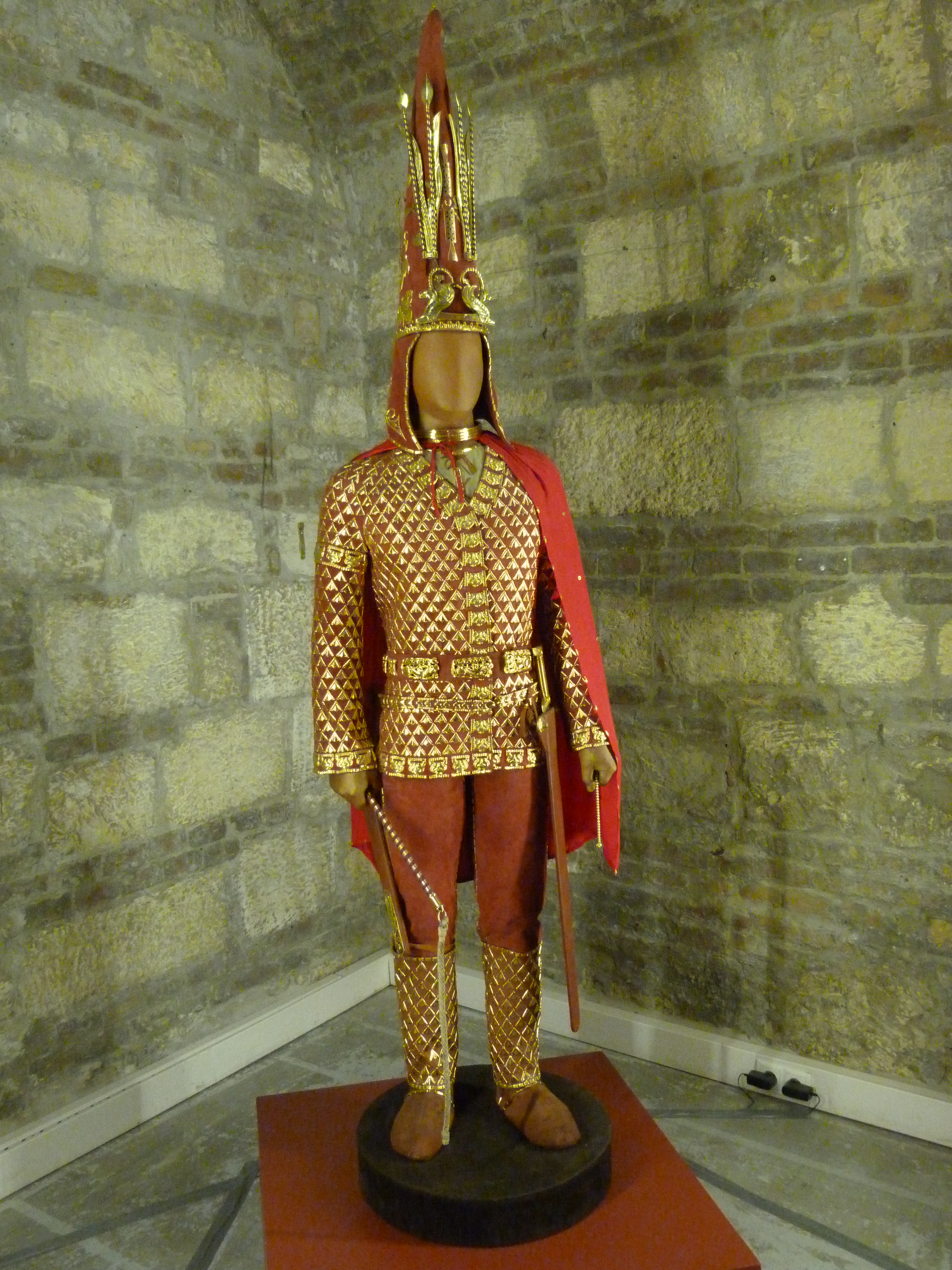
Иссыкский золотой человек. Парадный доспех сакского царя из золотой чешуи на кожаной основе, являющийся стилизованным доспехом катафрактия
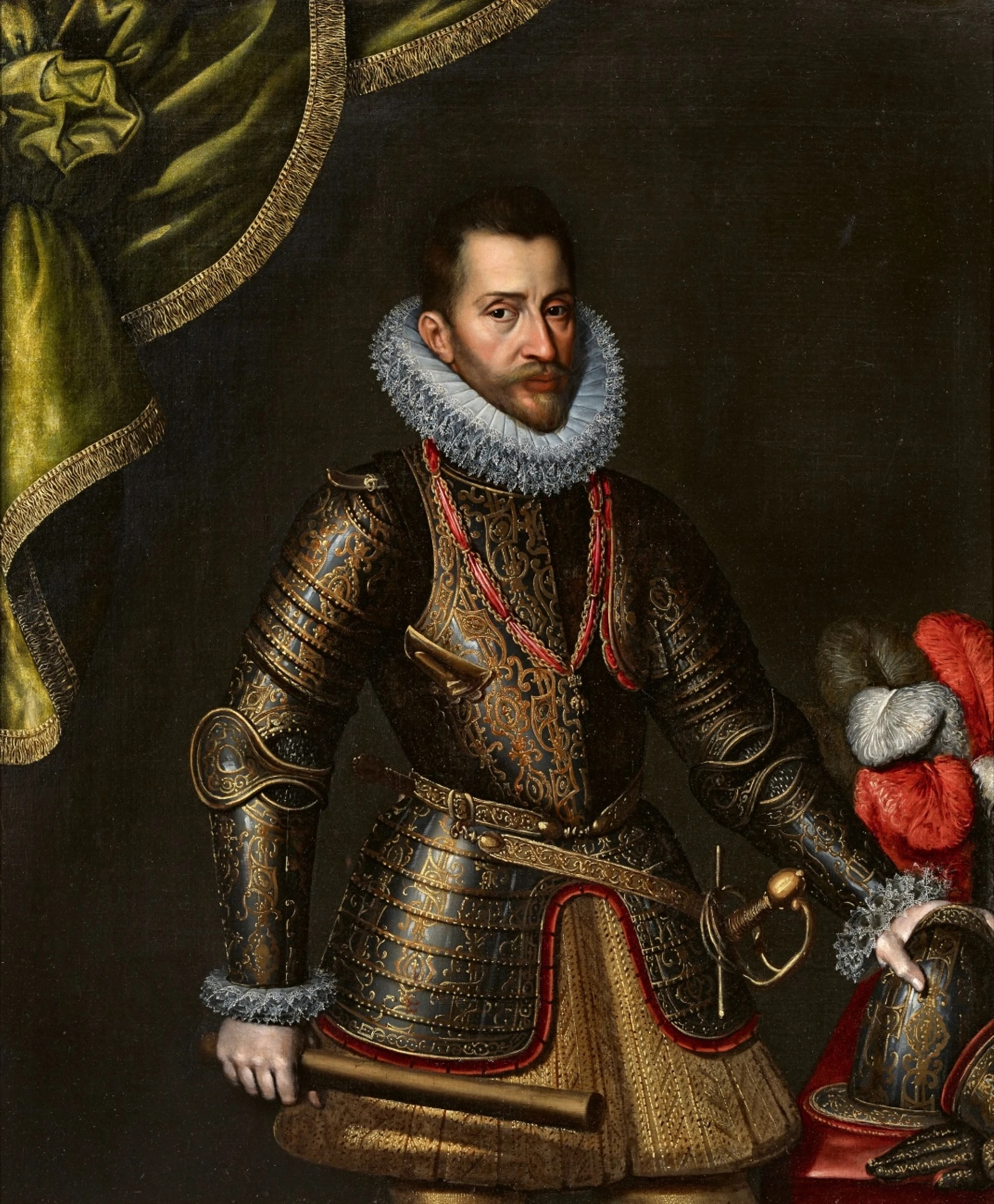
Парадный портрет Алессандро Фарнезе, герцога Пармского. XVI в.
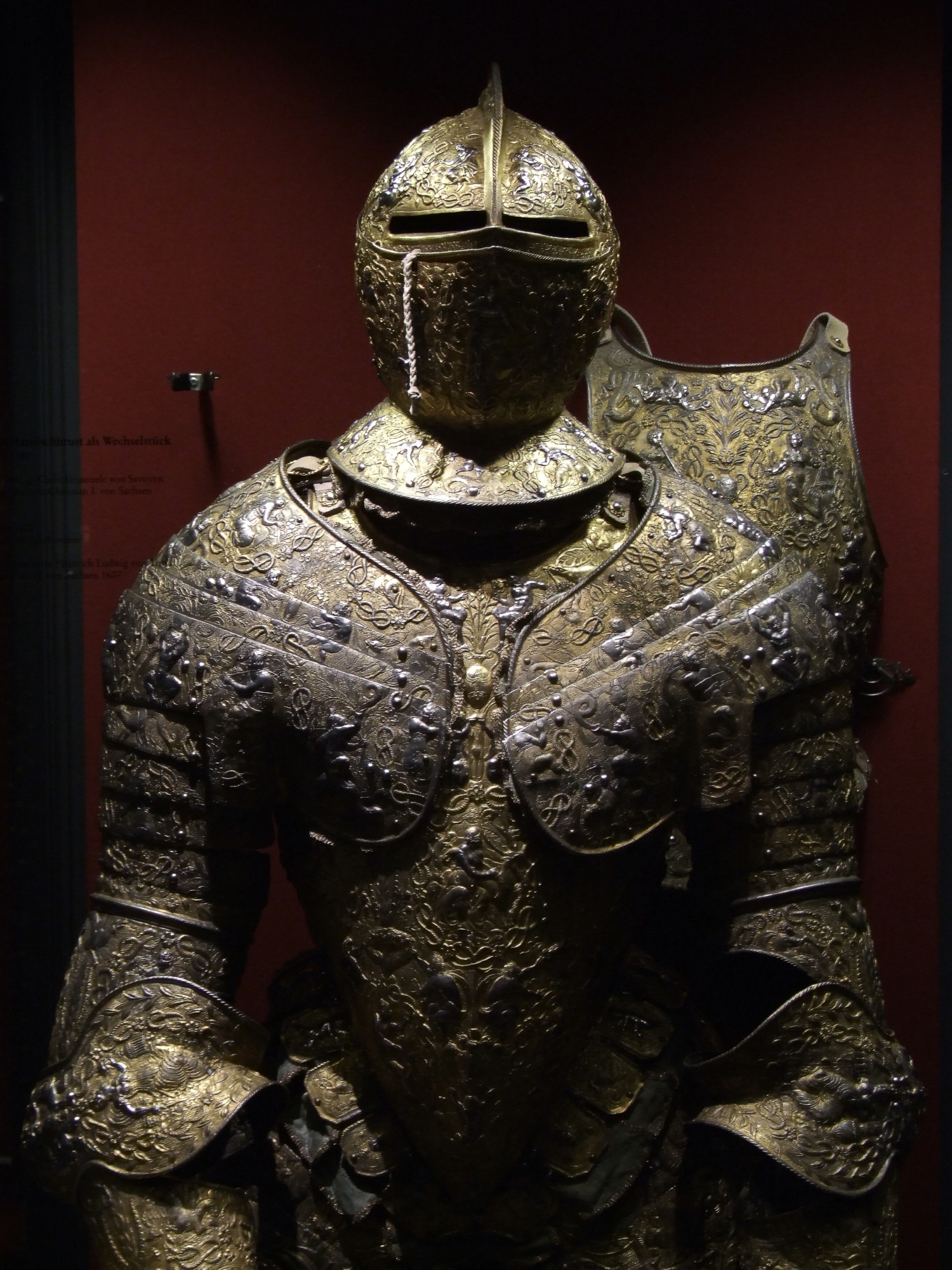
Германские парадные латы с чеканкой и позолотой. Около 1588 г.
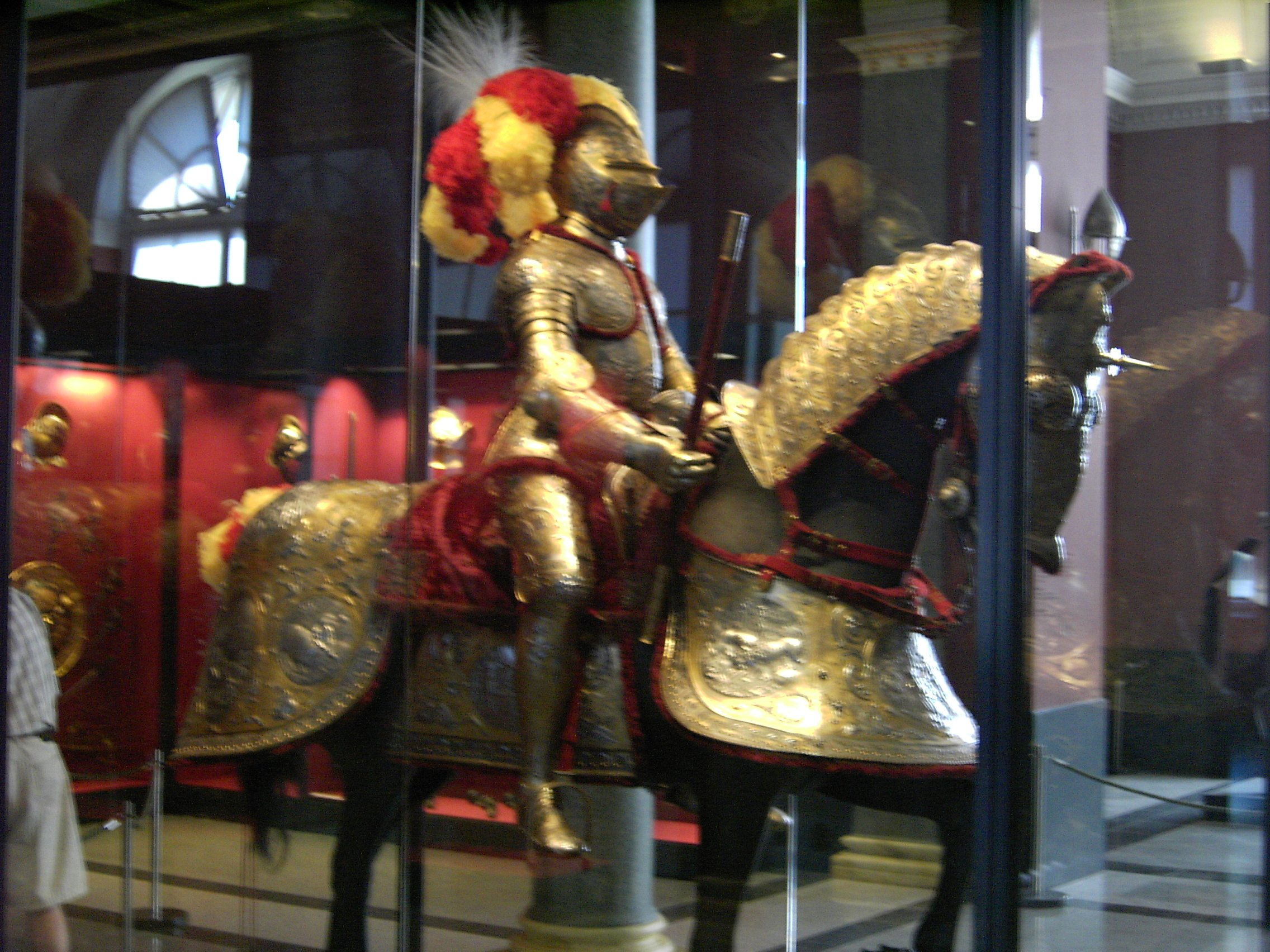
Парадный доспех Кристиана II, курфюрста Саксонии. 1606 г.
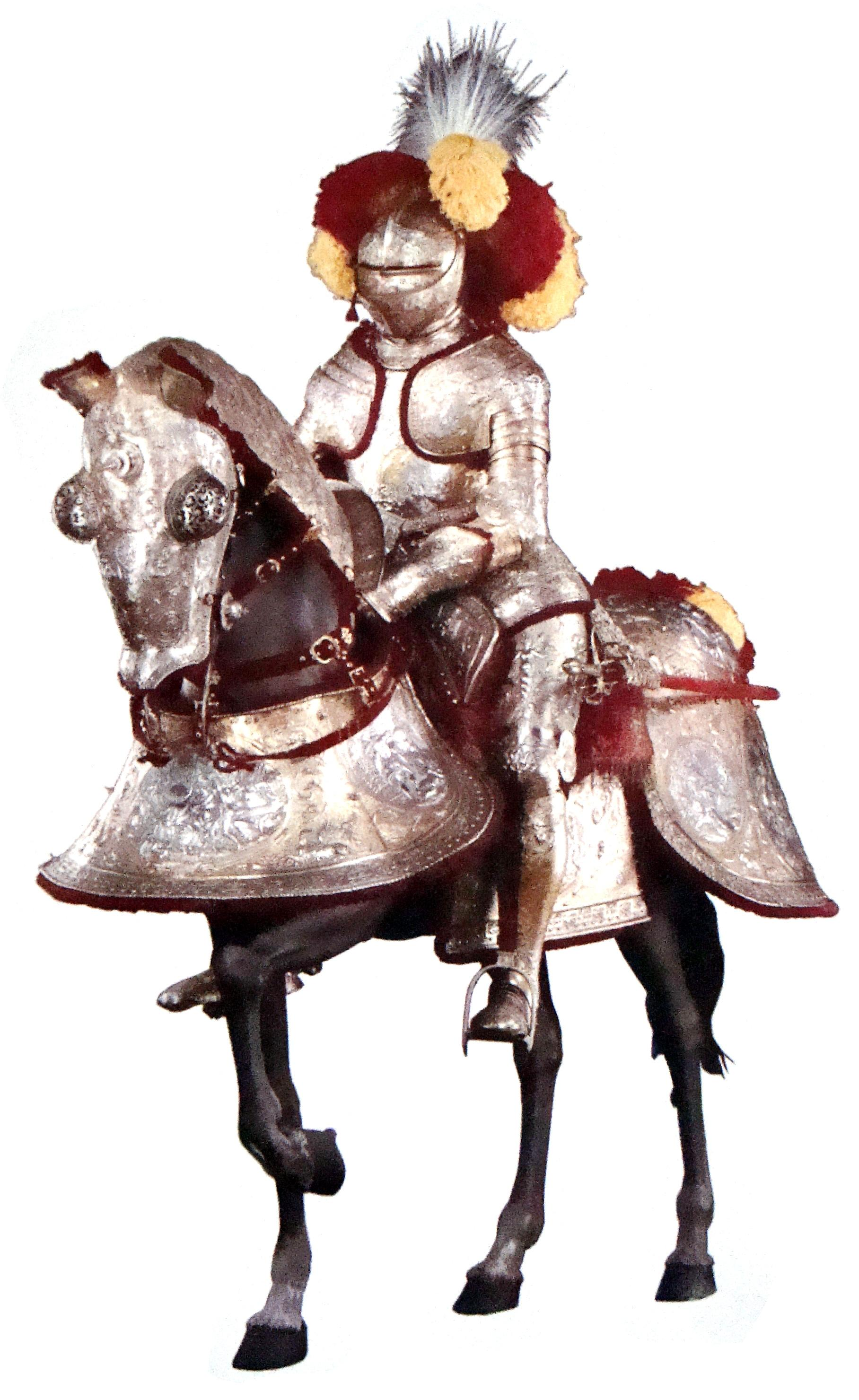
Парадный доспех Эрика XIV, короля Швеции, работы мастера Елизеуса Либертса из Амстердама. 1564 г.
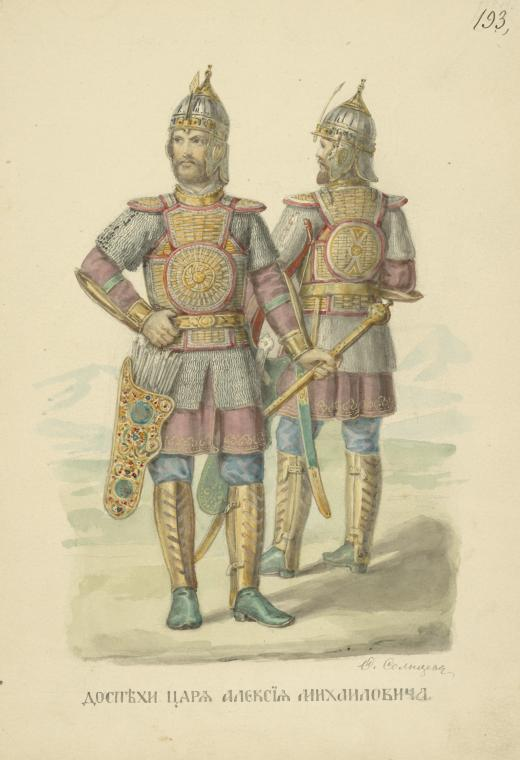
Солнцев Ф. Г.  Парадные доспехи царя Алексея Михайловича